# Pantana nigrolimbata
Pantana nigrolimbata är en fjärilsart som beskrevs av John Henry Leech 1899. Pantana nigrolimbata ingår i släktet Pantana och familjen tofsspinnare. Inga underarter finns listade i Catalogue of Life.